# Choeroniscus godmani
Choeroniscus godmani је врста слепог миша из породице љиљака-вампира (Phyllostomidae).

## Распрострањење
Ареал врсте Choeroniscus godmani обухвата већи број држава. 
Врста има станиште у Мексику, Венецуели, Колумбији, Гвајани, Никарагви, Костарици, Гватемали, Хондурасу, Салвадору, Суринаму и Француској Гвајани.

## Станиште
Станиште врсте су шуме.

## Угроженост
Ова врста је наведена као последња брига, јер има широко распрострањење и честа је врста.